# Campeonato Mundial de Ciclismo em Pista de 1914
O Campeonato Mundial UCI de Ciclismo em Pista de 1914 foi realizado em Ordrup, Copenhague, na Dinamarca, no dia 2 de agosto. Apenas uma única prova masculina foi disputada nesta edição, no velódromo de Ordrup.

## Sumário de medalhas

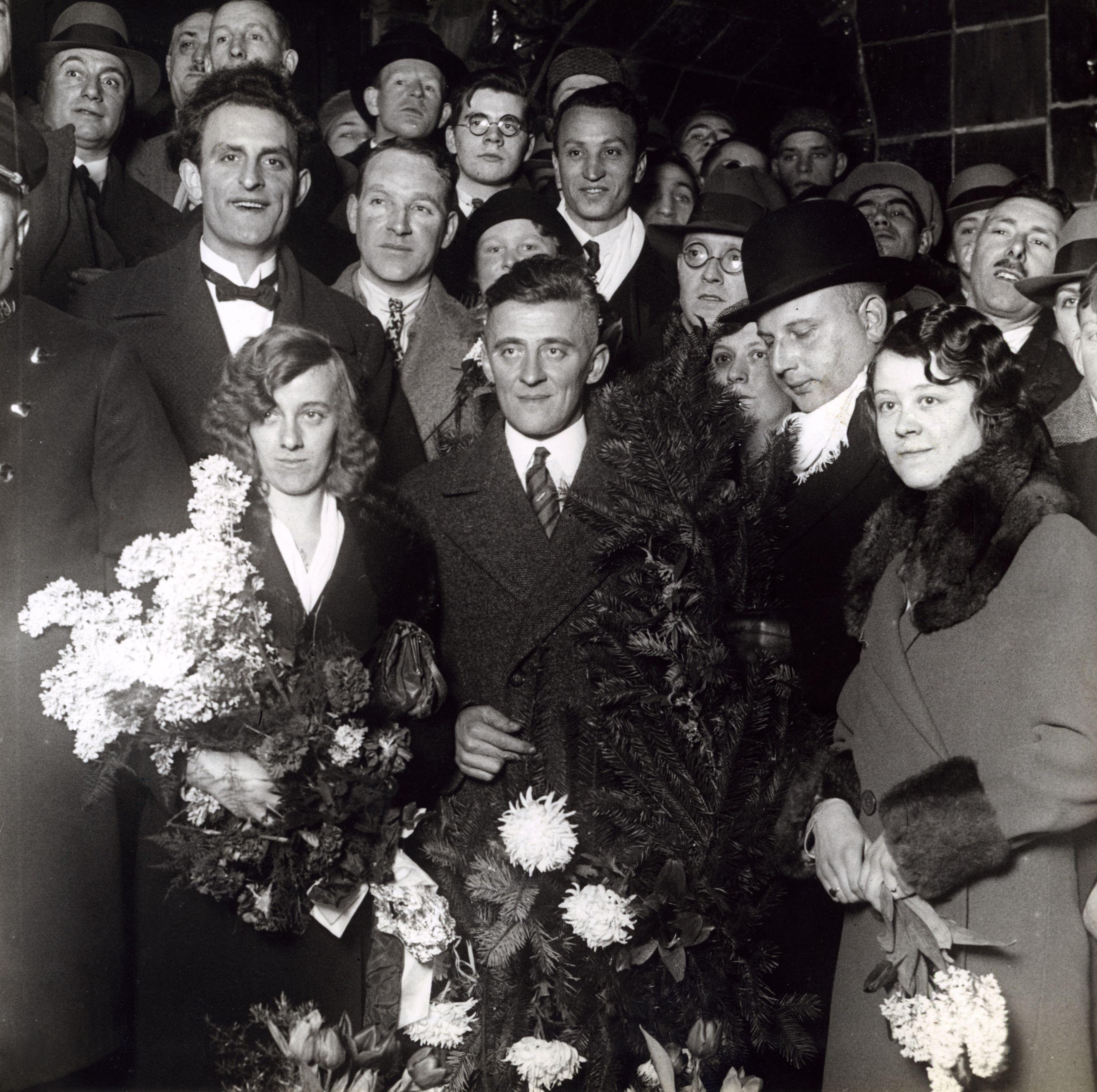
Cor Blekemolen ciclista da Holanda, vencedor da prova de motor-paced.

| Evento profissional masculino |                                |                              |                           |
| Motor-paced                   | Cor Blekemolen · Países Baixos | Jacques Van Ginkel · Bélgica | Walter Stelzer · Alemanha |

## Quadro de medalhas
| Ordem | País          | Medalha de ouro | Medalha de prata | Medalha de bronze | Total |
| ----- | ------------- | --------------- | ---------------- | ----------------- | ----- |
| 1     | Países Baixos | 1               | 0                | 0                 | 1     |
| 2     | Bélgica       | 0               | 1                | 0                 | 1     |
| 3     | Alemanha      | 0               | 0                | 1                 | 1     |